# هوندا سی‌ال۱۲۵

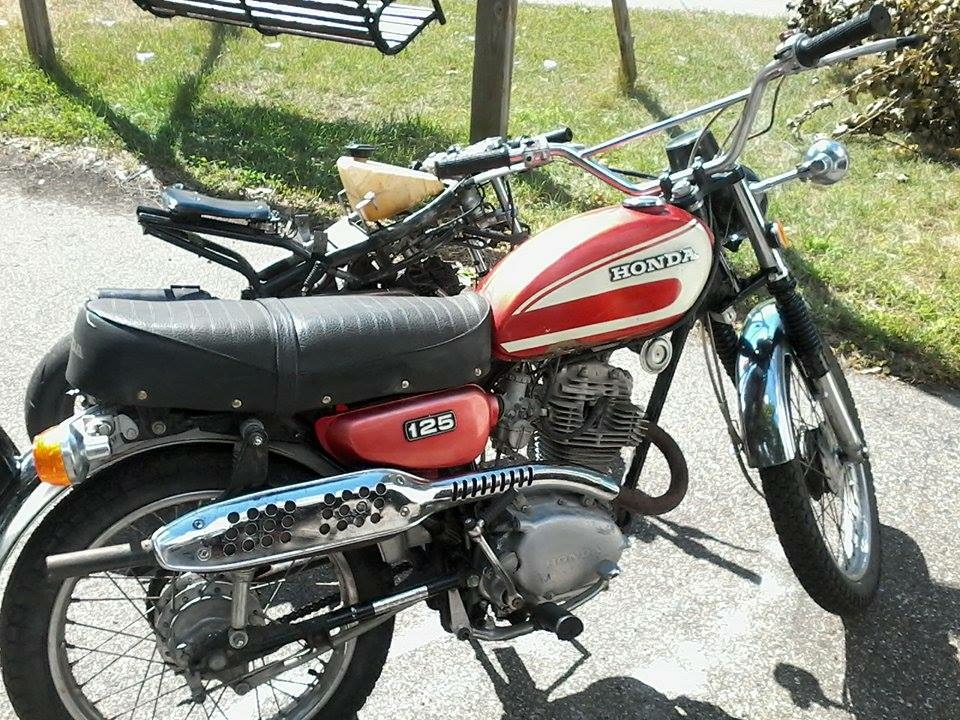
۱۹۷۴ هوندا CL125S Scrambler قرمز.

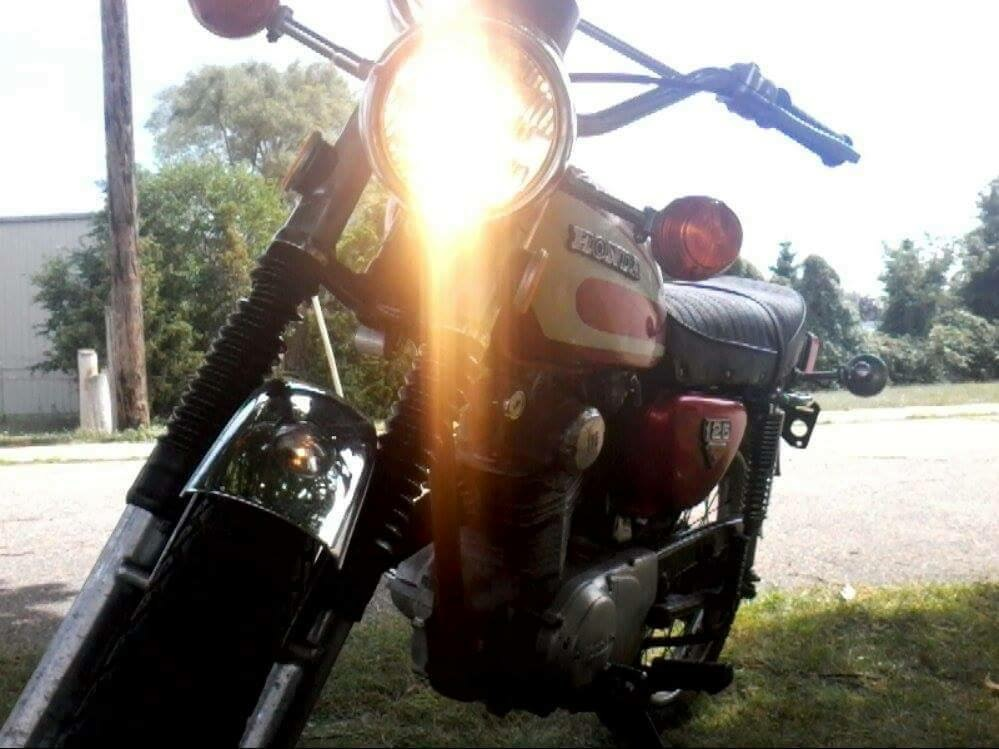
۱۹۷۴ هوندا CL125S.

هوندا سی‌ال ۱۲۵ (به انگلیسی: Honda CL125) یک موتور سیکلت ژاپنی ساخت کمپانی هوندا از سال ۱۹۶۷ تا ۱۹۷۴ بود.